# Capela Ohanowicz
Capela familiei Ohanowicz (Oganowici) este un monument de arhitectură și istorie de însemnătate națională, introdus în Registrul monumentelor de istorie și cultură din municipiul Chișinău. Din 2025, este și monument istoric, de artă și arhitectural de importanță națională inclus în Registrul monumentelor Republicii Moldova ocrotite de stat împreună cu cimitirul.
Capela servește ca paraclis pentru cimitirul catolic polonez, fondat în 1912. Este și o construcție memorială, adăpostind sub aripa de vest cavoul familiei Ohanowicz.
Are dimensiuni modeste. A fost construit în stil eclectic, în baza stilului gotic. Este alcătuit dintr-o navă cu o mică absidă a altarului, poligonală în plan, cu colțurile susținute de contraforturi în trepte. Aspectul clădirii amintește de clădirile de cult de mici proporții din perioada de înflorire a arhitecturii gotice din secolele XII-XIII din Europa de est, inclusiv din Polonia și Galiția, locurile de origine ale polonezilor și armenilor catolici veniți în Basarabia.
În cimitirul armenesc se găsesc monumente funerare care datează din secolele XVIII-XX.

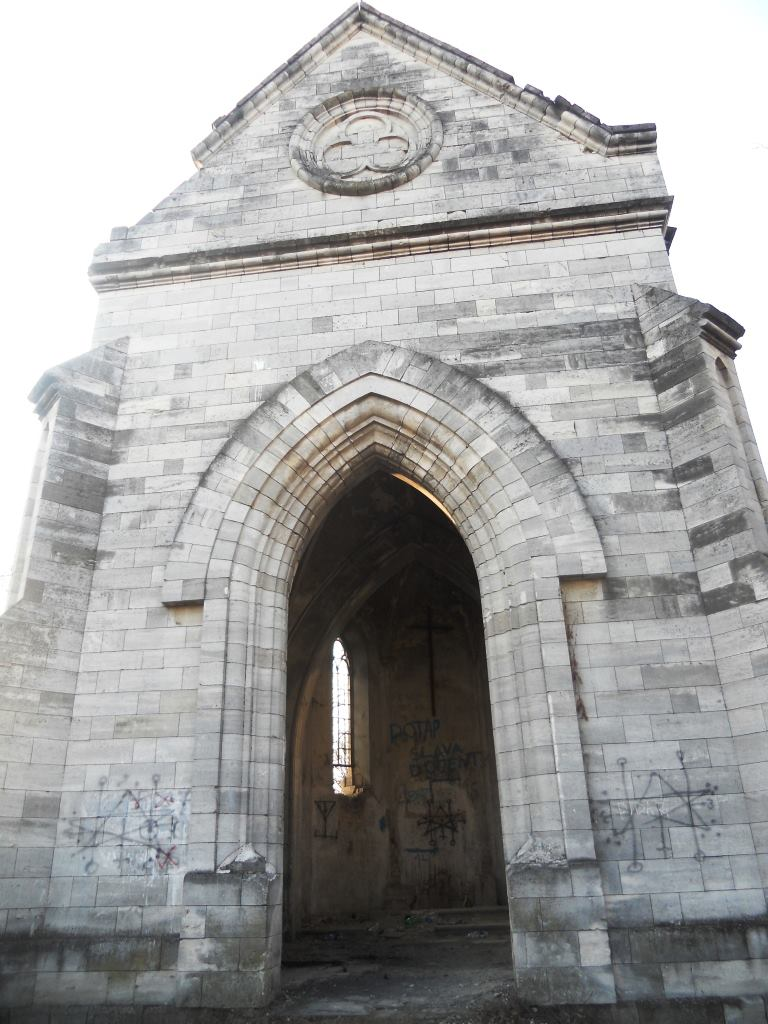
Intrare
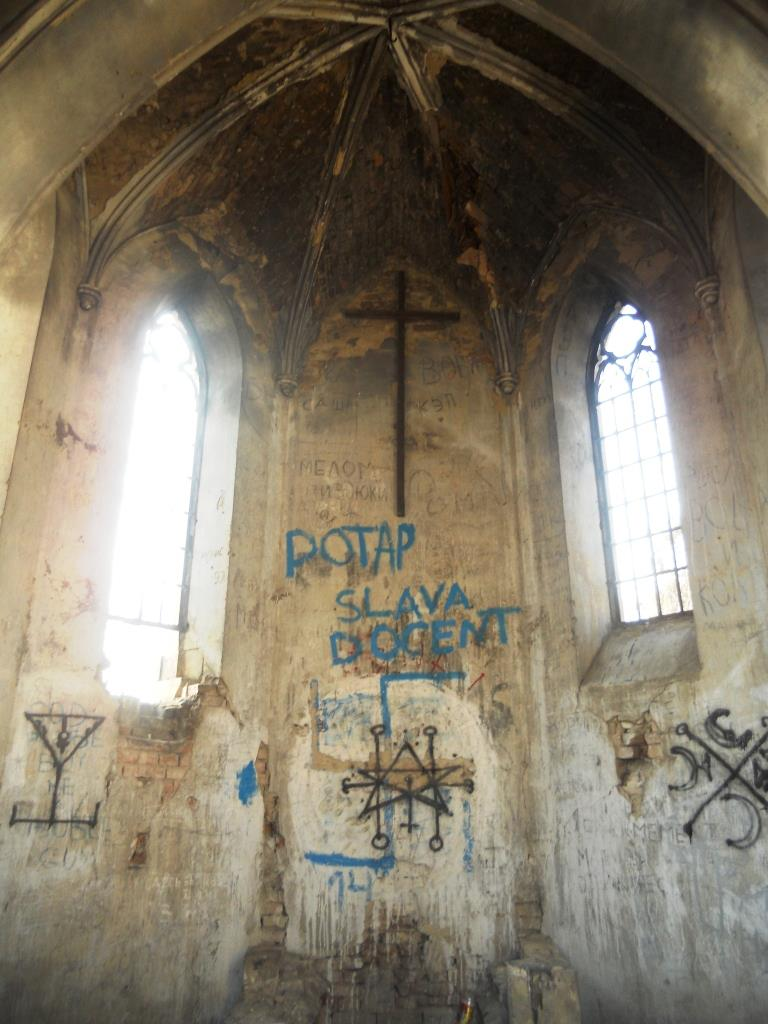
Interior
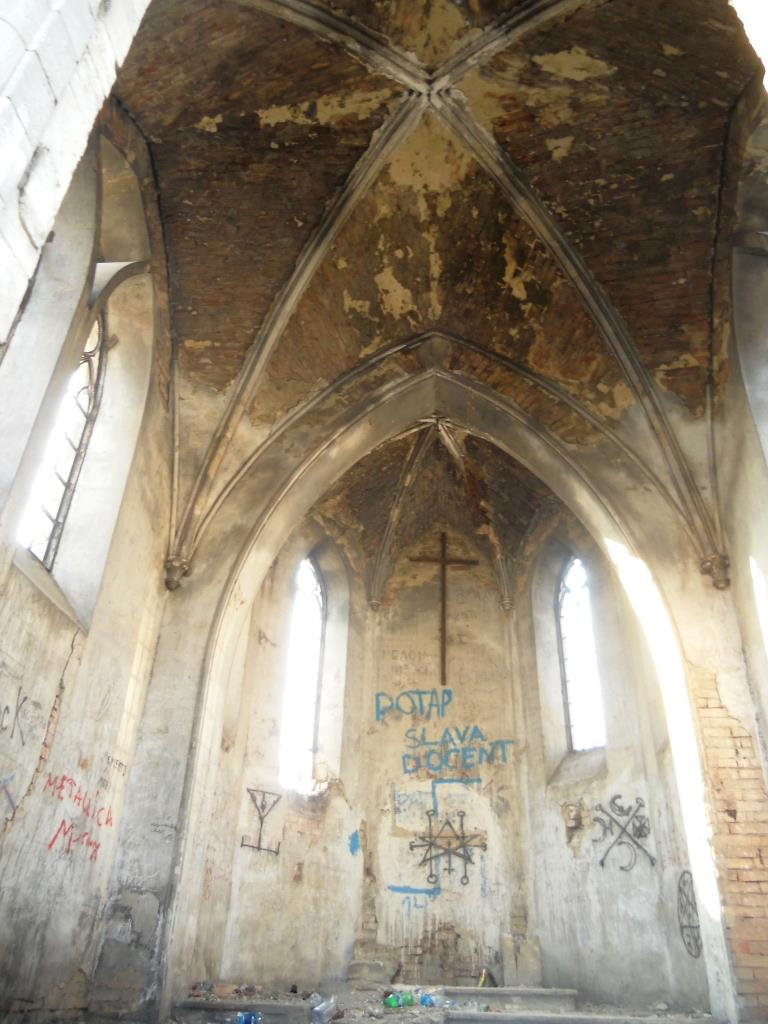
Cupola, interior
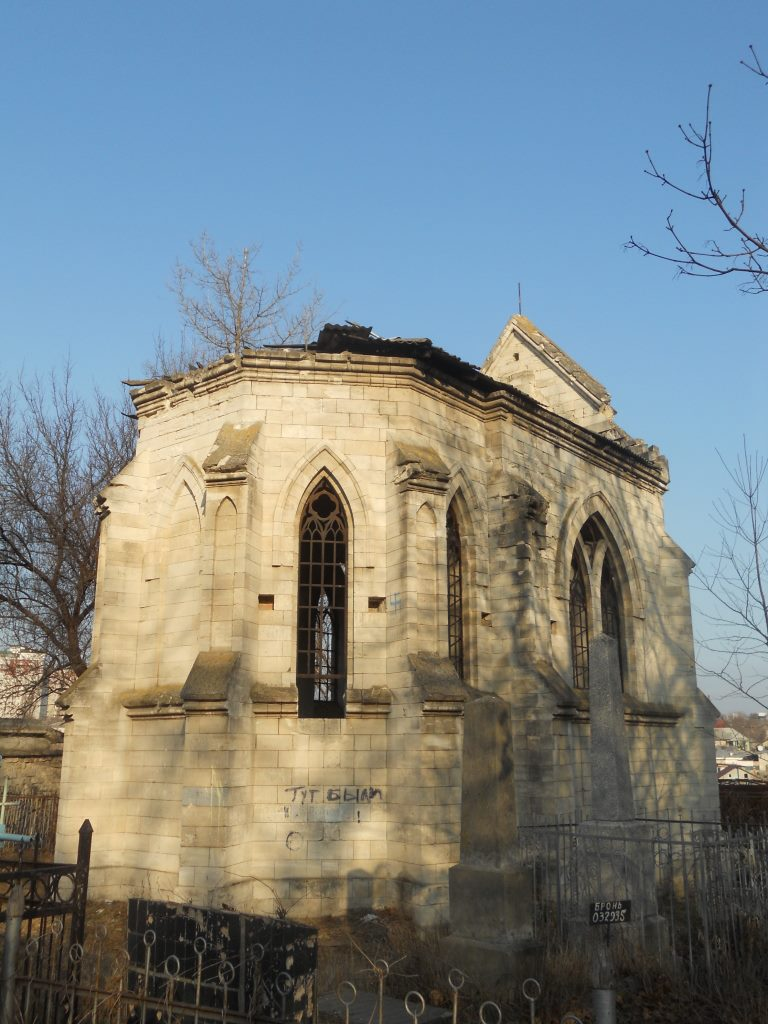
Vedere din spate

## Vezi și
- Conacul familiei Ohanowicz de la Mîndîc